# Сивак, Владимир Яковлевич
Владимир Яковлевич Сивак (1 июня 1930, Поташ, Уманский округ — 27 ноября 2019, Нововолынск, Волынская область) — советский шахтёр, бригадир ГРОЗ шахты № 9 «Нововолынская». Герой Социалистического Труда (1971).

## Биография
Родился 1 июня 1930 году в селе Поташ Тальновского района, УССР.
Трудовую деятельность начал в колхозе. С 1946 года учился в школе ФЗУ Кривого Рога, после окончания которого работал электрослесарем, а затем забойщиком шахты № 1 «Привольнянская-Южная» в Лисичанске.
В 1957 году переехал в город Нововолынск, работал ГРОЗ шахты № 3 «Нововолынская», с 1963 года возглавлял бригаду ГРОЗ шахты № 9 «Нововолынская». Бригада Сивака добилась высокой производительности труда: при плане 1060 тонн она ежедневно добывала 1100—1200 тонн. План добычи угля за 3 года 9-й пятилетки бригада выполнила на 104,9 %. Ей присвоено звание коллектива коммунистического труда.
В 1960 году Владимир Сивак вступил в КПСС. Был делегатом ХХІV съезда КПСС.
Умер 27 ноября 2019 года.

## Награды
- Медаль «Серп и Молот» (30.03.1971);
- дважды Орден Ленина (29.06.1966, 30.03.1971);
- Орден Трудового Красного Знамени (23.05.1975);
- Медаль «За трудовую доблесть» (28.05.1960).